# Danmarks församling
Danmarks församling var en församling i Uppsala stift och i Uppsala kommun i Uppsala län. Församlingen uppgick 2010 i Danmark-Funbo församling.

## Administrativ historik
Församlingen har medeltida ursprung och utgjorde till 1962 ett eget pastorat. Från 1962 till 2010 var den moderförsamling i pastoratet Danmark och Funbo. Församlingen uppgick 2010 i Danmark-Funbo församling.

## Areal
Danmarks församling omfattade den 1 januari 1976 en areal av 59,4 kvadratkilometer, varav 59,0 kvadratkilometer land.

## Kyrkoherdar
| Ämbetstid | Namn                       | Levnadstid | Övrigt                                |
| --------- | -------------------------- | ---------- | ------------------------------------- |
| 1419      | Jonas                      |            |                                       |
| 1532      | Laurentius                 |            |                                       |
| 1556      | Johannes                   |            |                                       |
| 1576–1577 | Olaus Johannes             | –1577      |                                       |
| 1577–1617 | Laurentius Thomae          | –1617      |                                       |
| 1619–1627 | Anders Torstani Holmdalius | –1627      |                                       |
| 1630–1635 | Olaus Jonæ Prosperius      | –1655      | Senare kyrkoherde i Länna församling. |
| 1635–1639 | Olaus Laurelius            | 1585–1670  | Senare biskop i Västerås stift.       |
| 1641–1648 | Laurentius Stigzelius      | 1598–1676  | Senare ärkebiskop i Uppsala stift.    |
| 1648–1655 | Petrus Schomerus           | 1607–1660  | Senare superintendent i Kalmar stift. |
| 1656–1660 | Carl Lithman               |            | Senare domprost i Uppsala församling. |
| 1660–1665 | Erik Odhelius              | 1620–1666  | Senare kyrkoherde i Stockholm.        |
| 1668–1670 | Petrus Rudbeckius          |            | Senare domprost i Uppsala församling. |
| 1670–1679 | Martin Brunnerus           | 1627–1679  |                                       |
| 1682–1685 | Samuel Skunck              | 1632–1685  |                                       |
| 1685–1688 | Petrus Holm                | 1634–1688  |                                       |
| 1689–1692 | Johannes Bilberg           | 1646–1717  | Senare biskop i Strängnäs stift.      |
| 1694–1695 | Jesper Swedberg            | 1653–1735  | Senare biskop i Skara stift.          |
| 1694–1697 | Johannes Olderman          | 1660–1697  |                                       |
| 1699–1725 | Daniel Djurberg            | 1659–1736  | Senare domprost i Uppsala församling. |
| 1725–1727 | Eric Benzelius             |            | Senare ärkebiskop i Uppsala stift.    |
| 1727–1745 | Eric Melander              | 1682–1745  |                                       |
| 1745–1753 | Engelbert Halenius         | 1700–1767  | Senare biskop i Skara stift.          |
| 1754–1760 | Lars Benzelstierna         | 1719–1800  | Senare biskop i Västerås stift.       |
| 1760–1776 | Christoffer Clewberg       | 1706–1776  |                                       |
| 1777–1786 | Eric Hydrén                | 1732–1786  |                                       |
| 1787–1790 | Johan Låstbom              | 1732–1802  | Senare domprost i Uppsala församling. |
| 1790–1810 | Daniel Boëthius            | 1751–1810  |                                       |
| 1812–1831 | Anders Hultén              | 1757–1831  |                                       |
| 1832–1835 | Johan Thorsander           | 1777–1851  | Senare domprost i Uppsala församling. |
| 1835–1849 | Christian Eric Fahlcrantz  | 1790–1866  | Senare biskop i Västerås stift.       |

## Kyrkor
- Danmarks kyrka
- Sävja kyrka